# Charles H. Treat
Charles H. Treat (* 1842 in Frankfort, Maine; † 30. Mai 1910 in New York City) war ein US-amerikanischer Regierungsbeamter.

## Werdegang
Charles H. Treat, Sohn von Henry Treat und Enkel von Colonel Ezra Treat aus Maine, wurde während der Wirtschaftskrise von 1837 im Waldo County geboren. Zu seinen Vorfahren zählt auch Robert Treat, der königliche Gouverneur von Connecticut. Er besuchte Bezirksschulen und unterrichtete an der Academy in Rockport (Knox County), um seine Ausbildung zu bezahlen. Während des Bürgerkrieges graduierte er 1863 am Dartmouth College. Danach begann er bei der West Indian Reederei zu arbeiten, welche seinem Vater gehörte.
Im Laufe der Zeit entwickelte er ein großes Talent für öffentliche Ansprachen und das Organisieren. Im Vorfeld der Präsidentschaftswahl von 1884 betrieb er in Maine Wahlkampf für James G. Blaine. Treat nahm 1888 als at large Delegierter von Delaware an der Republican National Convention in Chicago (Illinois) teil. Dann zog er nach New York City, wo er die gesamte Kampagne plante, mit welcher 1893 die Ostküste für die Republikanische Partei gewonnen wurde. Präsident William McKinley ernannte ihn 1896 zum Collector of Internal Revenue für den Wall Street District. Dabei waren Elihu Root und Cornelius Newton Bliss seine Förderer. Er wurde 1902 durch Präsident Theodore Roosevelt wiederernannt. Dann ernannte ihn Präsident Roosevelt 1905 zum Treasurer of the United States – ein Posten, welchen er bis Juli 1909 innehatte.
Treat verstarb am 30. Mai 1910 um 11 Uhr an den Folgen eines Schlaganfalls im Alter von 68 Jahren in seinem Apartment in Hotel Victoria in New York City. Er wurde von Dr. Gilday für Tod erklärt. Das Trauerfeier fand am 2. Juni 1910 um 15:00 Uhr in der Grace Church (Manhattan) statt. Sie wurde von Dr. Slattery geleitet, Pfarrer der Kirche, und assistiert von Reverend Charles T. Walkley, Pfarrer der Grace Church in Orange (New Jersey), wo Treat 15 Jahre lang die Kommunion empfing. Treat war ein Mitglied der Union League Republicans und des West Side Republican Clubs in New York. Er war mit Frances Emily Huxford verheiratet. Das Paar hatte zwei Töchter.